# Кренично (деревня)
Кренично — деревня в Окуловском муниципальном районе Новгородской области, относится к Котовскому сельскому поселению.

## География
Деревня Кренично расположена на одноимённой реке Кренично бассейна реки Мсты, в 2,4 км к югу от посёлка Котово, в 17 км к северу-востоку от города Окуловка.

## Население
| 2010 |
| ---- |
| 24   |

## История
В 1773—1927 деревня Кренично находилась в Боровичском уезде Новгородской губернии. С начала XIX века до 1924 года относилась к Шегринской волости Боровичского уезда.
Отмечена на карте 1826—1840.
В 1911 в деревне Кренично было 25 дворов с 37 домами и населением 137 человек. Имелась часовня.
В 1927—1928 деревня Кренично находилась в Боровичском районе.
В 1928 деревня Кренично вошла в состав Окуловского района.
Деревня Кренично относилась к Перетёнковскому сельсовету. В 2005 вошла в Котовское сельское поселение.

## Транспорт
Ближайшая ж/д станция расположена в посёлке Котово.